# Zamia spartea
Zamia spartea — вид голонасінних рослин класу Саговникоподібні (Cycadopsida).
Етимологія: spartea означає рідкісний, але невідомо, чи це є посиланням на вузькі листові фрагменти або на кілька зубів на верхівкових листових фрагментах.

## Опис
Стовбур підземний і бульбовий, зморшкуватий і позбавлений старих основ листя. Листків зазвичай 2–10; черешки з маленькими колючками. Хребет містить 5–20 пар протилежних або субпротилежних листових фрагментів, іноді з невеликими колючками. Листові фрагменти лінійні 10–25 см завдовжки і 0,4–0,6 см шириною, загострені на вершині, з 3–5 зубцями на вершині. Пилкові шишки на ніжках, від світло-сірого до коричневого кольору, їх 1–5, вони циліндричні, але поступово звужується до гострої вершиною, кожна 6–10 см завдовжки і 1–3 см в діаметрі, густо запушені. Насіннєві шишки сірувато-коричневі, як правило, поодинокі, але іноді до 3, циліндричні або злегка яйцеподібні з тупою або злегка гострою вершиною, кожна 6–10 см завдовжки і 4–6 см в діаметрі, густо запушені. Насіння з від червоного до оранжево-червоного кольору саркотестою, яйцевиді, довжиною 1–1,5 см. 2n = 18.

## Поширення, екологія
Вид відомий тільки з регіону Чьяпас і, можливо, сусіднього Оахака, Мексика. Цей вид росте в цілому добре на дренованих ґрунтах і в аридних умовах, в сухих дубових лісах на низьких висотах, іноді на горбистих луках. Схоже, залишаються на від дещо до сильно порушених територіях.

## Загрози й охорона
Руйнування середовища проживання, на щастя, не настільки сильне, як в районах з більш родючими ґрунтами. Більшість середовища проживання використовується для випасу худоби, і це викликає невелике ушкодження.